# Longview (Lied)
Longview ist ein Song der US-amerikanischen Punkrock-Band Green Day. Das Lied befindet sich auf dem Album Dookie, welches 1994 veröffentlicht wurde und der Band zum internationalen Durchbruch verhalf. Es ist die erste Single der Band auf einem Major-Label. Das Lied erreichte Platz 30 der britischen Charts.

## Musik
Der Song beginnt relativ ruhig, wobei zunächst für einige Sekunden nur das Schlagzeug zu hören ist, bevor die charakteristische, bekannte Basslinie einsetzt, gefolgt von weiterhin relativ ruhigem Gesang. Erst im Refrain setzt die Gitarre ein, begleitet von nun aggressivem Gesang. Dieses Schema aus ruhiger Strophe und aggressivem Refrain setzt sich im weiteren Verlauf fort. Das Lied klingt mit der Basslinie und sparsam gespielter E-Gitarre aus. Laut einer Aussage von Billie Joe Armstrong, Gitarrist und Sänger von Green Day, schrieb Bassist Mike Dirnt die Basslinie zu Longview unter Drogeneinfluss.
Der Text handelt von einem Tag voller Langeweile und mit welchen Aktivitäten (Fernsehen, Masturbation und Rauchen von Marihuana) man ihn vorüberbringt. Somit beschreibt der Text den amerikanischen Slangbegriff „Green Day“, nach dem die Band benannt ist.

## Bedeutung für die Band
Longview machte Green Day in den USA bekannt, vor allem weil es die erste Single der Band war, die unter einem Major Label (Reprise Records) veröffentlicht wurde.

## Musikvideo
Im Musikvideo zu Longview sind die Bandmitglieder in einer Wohnung zu sehen, in der Billie Joe Armstrong und Mike Dirnt zuvor wohnten. Während der Strophe ist vorwiegend Armstrong auf einem Sofa sitzend zu sehen, welches er im weiteren Verlauf des Videos zerstört. Im Refrain zeigt das Video die Band beim Spielen des Songs in der Wohnung.

## Kommerzieller Erfolg

### Chartplatzierungen
| ChartsChartplatzierungen     | Höchstplatzierung | Wochen |
| ---------------------------- | ----------------- | ------ |
| Vereinigtes Königreich (OCC) | 30 (5 Wo.)        | 5      |

### Auszeichnungen für Musikverkäufe
| Land/Region                  | Auszeichnungen für Musikverkäufe (Land/Region, Auszeichnung, Verkäufe) | Verkäufe |
| ---------------------------- | ---------------------------------------------------------------------- | -------- |
| Kanada (MC)                  | Platin                                                                 | 80.000   |
| Vereinigtes Königreich (BPI) | Silber                                                                 | 200.000  |
| Insgesamt                    | 1× Silber · 1× Platin ·                                                | 280.000  |

Hauptartikel: Green Day/Auszeichnungen für Musikverkäufe